# 拉芒西讷
拉芒西讷（法語：Lamancine，法語發音：[lamɑ̃sin]）是法国上马恩省的一个市镇，位于该省中部偏西，属于肖蒙区。

## 地理
拉芒西讷（48°12'33"N, 5°6'57"E）面积4.48 平方千米，位于法国大東部大區上马恩省，该省份为法国东北部内陆省份，北起马恩省和默兹省，西接奥布省，西南接科多尔省，东南接上索恩省，东临孚日省。
与拉芒西讷接壤的市镇（或旧市镇、城区）包括：阿内维尔拉普赖里、博洛涅、乌丹库尔、弗兰库尔。

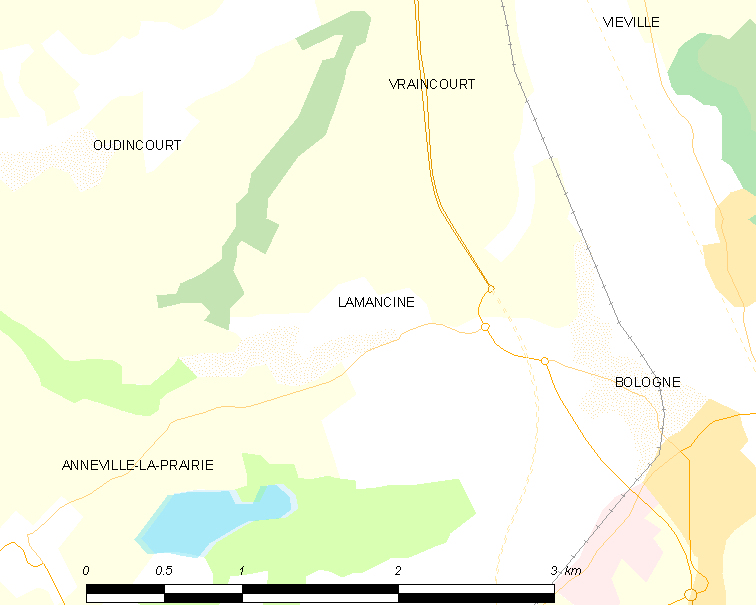
拉芒西讷的OSM定位图

拉芒西讷的时区为UTC+01:00、UTC+02:00（夏令时）。

## 行政
拉芒西讷的邮政编码为52310，INSEE市镇编码为52260。

## 政治
拉芒西讷所属的省级选区为博洛涅县。

## 人口

1962-2008年间拉芒西讷人口变化图示

拉芒西讷于2022年1月1日时的人口数量为124人。